# Mangal (police de caractères)
Pour les articles homonymes, voir Mangal (homonymie).
Mangal est une police de caractères linéale du devanagari, créée par Raghunath Joshi en 1998. Elle est distribuée avec Microsoft Windows depuis Windows XP. Mangal est la police d’interface pour les langues utilisant l’écriture devanagari de Windows jusqu’à Windows 8 où la nouvelle police devanagari est Nirmala UI.